# Verteidigung des Hohen Nordens
Die Verteidigung des Hohen Nordens (russisch Оборона Заполярья) war eine Verteidigungsoperation der Roten Armee im Zweiten Weltkrieg, die vom 29. Juni 1941 bis zum 29. Oktober 1944 dauerte.

## Hintergrund
Im Rahmen der Unternehmen Silberfuchs sollten zwei Korps der Armee „Norwegen“ der deutschen Wehrmacht unter Generaloberst Nikolaus von Falkenhorst, ein finnisches Korps sowie Teile der Luftflotte 5 gegen die sowjetische Nordfront unter Markian Popow vorrücken. Ziel war die Besetzung der Hafenstadt Murmansk und der Halbinsel Kola sowie die Unterbrechung der Murmanbahn von Murmansk nach Leningrad.

## Verlauf
Am 29. Juni 1941 begann das Vorrücken der Achsenmächte mit zwei kleineren Offensiven in Richtung Kandalakscha und Uchta. Im Juli stießen sie dabei 20 bis 30 Kilometer vor, aufgehalten durch zwei amphibische Landungen der Roten Armee am 7. und 14. Juli.
Am 23. August 1941 wurde die Nordfront der Roten Armee in zwei Fronten aufgeteilt: die Leningrader Front und die Karelische Front, wobei die letztere (unter dem Kommando von Walerian Frolow, später unter Kirill Merezkow) auch für die Verteidigung des Polargebietes zuständig war. Am 8. September 1941 begann eine weitere deutsche Offensive auf Murmansk. Am 23. September führte die Rote Armee einen Gegenschlag durch und warf die deutschen Truppen hinter den Fluss Sapadnaja Liza zurück, wo sich die Front stabilisierte und bis zum 29. Oktober 1944 in dieser Position blieb.
Um eine erneute deutsche Offensive auf Murmansk zu verhindern, führte die Rote Armee im April 1942 an der Küste (Kap Pikschujew) eine Landungsoperation durch, wobei ein 15 Kilometer breiter und 12 Kilometer tiefer Brückenkopf entstand. So konnten deutsche Truppen zeitweilig gebunden werden. Mitte Mai 1942 mussten sich die sowjetischen Truppen jedoch von diesen Positionen zurückziehen.

## Folgen
Die wichtigsten Teile der sowjetischen Infrastruktur im Transpolargebiet, insbesondere der Hafen von Murmansk und die Murmanbahn, blieben intakt.